# Sardar Hukam Singh

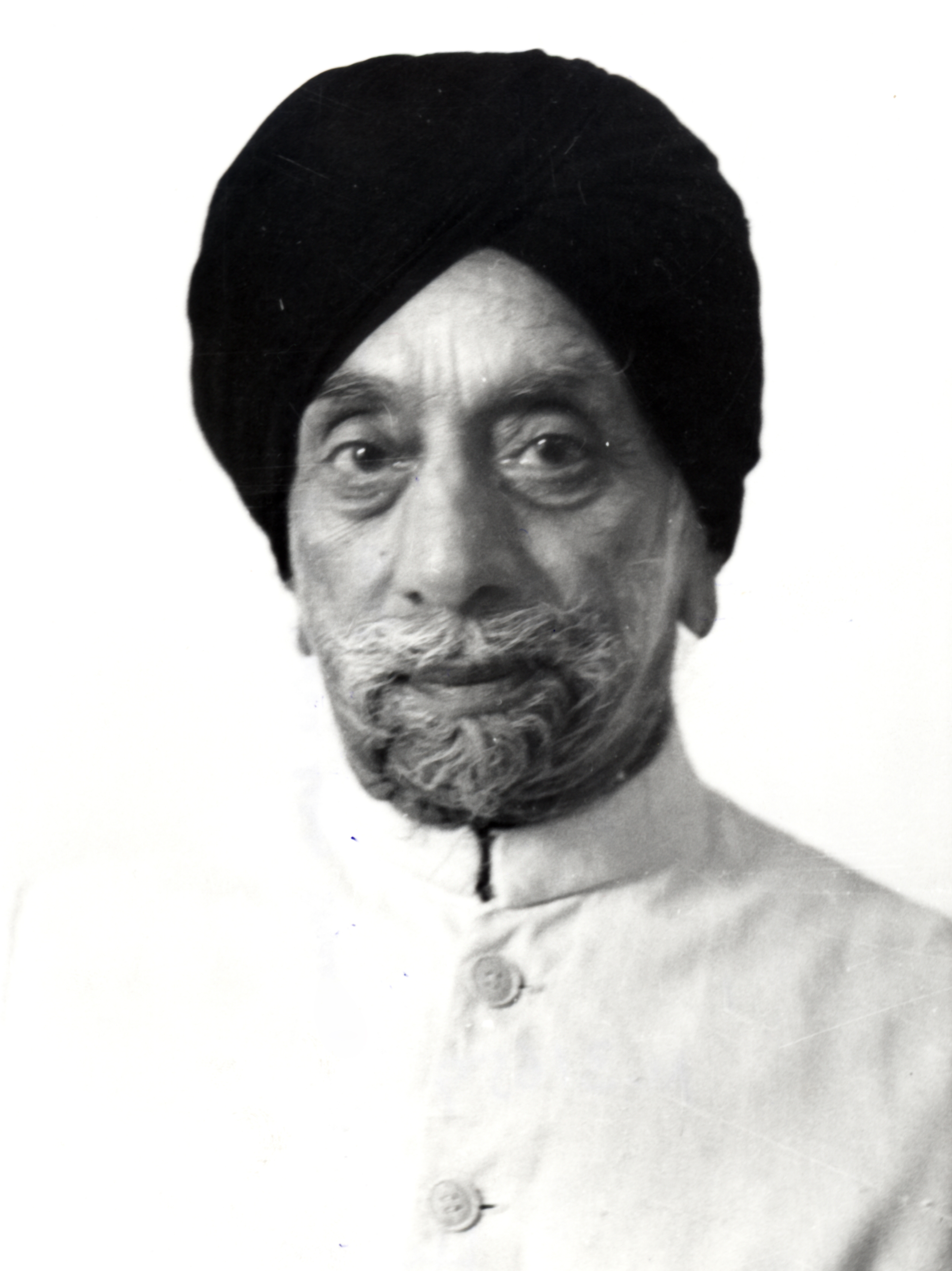
Sardar Hukam Singh

Sardar Hukam Singh, född 30 augusti 1895 i nuvarande Sahiwal i Pakistan, då Montgomery i Brittiska Indien, död 27 maj 1983, var en indisk politiker och talman i Lok Sabha mellan 1962 och 1967. Juridisk examen i Lahore och advokat i hemstaden. Juris hedersdoktor i Patiala 1967.
Singh blev på 1920-talet aktiv i den sikhiska politiska organisationen Shiromani Akali Dal och var även dess president, vilket ledde till att han fängslades av britterna. Vid självständigheten 1947 flydde han från det nybildade Pakistan till Indien, där han omgående utsågs till domare. Redan 1948 blev han dock ledamot i den provisoriska lagstiftande församlingen för partiet Akali Dal, vilket gjorde att han lämnade domartjänsten. Han valdes sedan in i Lok Sabha vid de första valen 1951, och blev vice talman 1956. Singh valdes till talman 1962, avstod från att kandidera till omval i valen till Lok Sabha 1967, och utnämndes till guvernör i delstaten Rajasthan samma år. Han pensionerade sig från sin guvernörstjänst 1972.